# یواس‌اس ال‌اس‌تی-۷۴۹
یواس‌اس ال‌اس‌تی-۷۴۹ (به انگلیسی: USS LST-749) یک کشتی بود که طول آن ۳۲۸ فوت (۱۰۰ متر) بود. این کشتی در سال ۱۹۴۴ ساخته شد.